# Issoufou Assoumane
Issoufou Assoumane (* 21. Mai 1936 in Tahoua; † 14. November 2022 in Niamey) war ein nigrischer Politiker.

## Leben
Issoufou Assoumane arbeitete in den 1950er Jahren, als Niger noch zu Frankreich gehörte, als Staatsangestellter. Er war ein Anhänger der linken Partei Sawaba unter Djibo Bakary. Im seit 1960 unabhängigen Niger war der Sawaba verboten. Assoumane sollte aus disziplinarischen Gründen nach Zinder versetzt werden, flüchtete jedoch 1961 mit Unterstützung des Sawaba-Funktionärs Adamou Sékou ins Ausland. Er täuschte die Grenzbeamten in Gaya, indem er behauptete, er wäre an das nigrische Konsulat in Cotonou versetzt worden.
Assoumane studierte Elektrotechnik in Leningrad in der Sowjetunion und heiratete eine Russin. Nach Aufenthalten in Bamako und Abidjan kehrte er 1967 nach Niger zurück. Dort wurde er wegen seiner marxistischen Überzeugungen gebrandmarkt und fand keine Arbeit. Er übersiedelte mit seiner Frau 1969 zunächst nach Guinea und 1973 nach Algerien, wo er jeweils seiner Ausbildung entsprechend beruflich tätig war.
Als Niger Anfang der 1990er Jahre zu einem Mehrparteiensystem zurückkehrte, gründete Djibo Bakary die Sawaba-Partei als Union der Volkskräfte für Demokratie und Fortschritt (UDFP-Sawaba) neu. Issoufou Assoumane wurde Generalsekretär der nunmehrigen Kleinpartei. Er bemühte sich um gute Kontakte zur größeren Oppositionspartei MNSD-Nassara. Nach gewaltsamen Protesten gegen die Regierung von Staatspräsident Mahamane Ousmane (CDS-Rahama) am 16. und 17. April 1994 wurden die Oppositionspolitiker Issoufou Assoumane, André Salifou (UPDP-Chamoua) und Mamadou Tandja (MNSD-Nassara) vorübergehend festgenommen. Als Staatspräsident Mahamane Ousmane auf Grund neuer Mehrheitsverhältnisse Hama Amadou vom MNSD-Nassara zum Premierminister ernennen musste, holte Letzterer Issoufou Assoumane als Minister für Bergbau und Energie in seine am 25. Februar 1995 gebildete Regierung.
Die Regierung wurde am 27. Januar 1996 durch einen Militärputsch unter der Führung von Ibrahim Baré Maïnassara abgesetzt. Issoufou Assoumane, Hama Amadou und der PNDS-Tarayya-Politiker Mohamed Bazoum wurden am 1. Januar 1998 unter dem Vorwurf festgenommen, einen Mordanschlag auf Staatspräsident Baré Maïnassara vorzubereiten. Sie wurden nach einer Woche aus der Haft entlassen, ohne dass Anklage gegen sie erhoben wurde.
Nach dem gewaltsamen Sturz Baré Maïnassaras und Neuwahlen bildeten der nunmehrige Staatspräsident Mamadou Tandja und der erneut zum Premierminister ernannte Hama Amadou am 5. Januar 2000 eine Regierung, in die Issoufou Assoumane als Minister für Umwelt und den Kampf gegen die Desertifikation berufen wurde. Während seiner Amtszeit wurden das Feuchtgebiet am mittleren Niger, der Kokorou-Namga-Komplex und der nigrische Teil des Tschadsees in die Liste der Ramsar-Gebiete in Niger aufgenommen. Als Minister für Umwelt und den Kampf gegen die Desertifikation wurde er am 17. September 2001 von Adamou Namata abgelöst. Assoumane gründete am 5. Dezember 2001 eine neue Partei mit sich als Vorsitzendem, die Union der nigrischen Sozialisten (UDSN-Talaka). Als Mamadou Tandja 2009 eine in der ursprünglichen Verfassung nicht vorgesehene dritte Amtszeit als Staatspräsident antrat, gehörte Issoufou Assoumane zu seinen wichtigsten Gegnern bei den Straßenprotesten.
Bei den Präsidentschaftswahlen von 2011 nach dem Sturz Mamadou Tandjas unterstützte Assoumane den siegreichen Kandidaten Mahamadou Issoufou vom PNDS-Tarayya. Staatspräsident Issoufou ernannte Assoumane am 20. April 2011 zu seinem Sonderberater im Ministerrang. Für Mahamadou Issoufous Nachfolger Staatspräsident Mohamed Bazoum war er ab 2021 ebenfalls als Sonderberater tätig.
Issoufou Assoumane war verheiratet und hatte elf Kinder. Er starb 2022 nach einer Krankheit.